# Breakout
Breakout este al doilea album de studio al interpretei americană Miley Cyrus. A fost eliberat de Hollywood Records pe 22 iulie 2008 în Statele Unite ale Americii și a debutat pe locul 1 în Billboard 200, cu vânzări de aproximativ 371,000 de exemplare în prima sa săptămână. Pe 17 octombrie 2008 a fost certificat Disc de platină de asociația RIAA după vânzări de peste un milion de exemplare doar în Statele Unite; s-au vândut aproximativ 2,5 milioane de exemplare în întreaga lume.

## Melodii
1. Breakout
2. 7 Things
3. The Driveway
4. Girls Just Wanna Have Fun
5. Full Circle
6. Fly on the Wall
7. Bottom of the Ocean
8. Wake Up America
9. These Four Walls
10. Simple Song
11. Goodbye
12. See You Again (Rock Mafia Remix)
13. Hovering (Platinum Edition)
14. Someday (Platinum Edition)